# Eishockey in Schweden
| Eishockey in Schweden                           | Eishockey in Schweden            |
| ----------------------------------------------- | -------------------------------- |
| Eishockey-Länderspiel Schweden gegen Lettland   |                                  |
| Verband:                                        | Svenska Ishockeyförbundet        |
| Gegründet:                                      | 1922                             |
| IIHF-Mitglied seit:                             | 1920                             |
| Erstes Länderspiel:                             |                                  |
| Schweden 8:0 Belgien 1920 in Antwerpen, Belgien |                                  |
| Medaillengewinne Herren:                        |                                  |
| WM:                                             | 11× Gold, 16× Silber, 13× Bronze |
| Olympia:                                        | 2× Gold, 2× Silber, 4× Bronze    |
| Medaillengewinne Damen:                         |                                  |
| WM:                                             | 1× Bronze                        |
| Olympia:                                        | 1× Silber, 1× Bronze             |

Eishockey gilt als eine der beliebtesten Sportarten Schwedens. Prozentual gesehen betreiben 0,75 % der Bevölkerung (ca. 67.500) den Sport, damit liegt das skandinavische Land auf Platz 3 hinter Kanada (1,76 %) und Finnland (1,2 %). Im Vergleich dazu spielen in Deutschland nur 0,04 Prozent der Bevölkerung Eishockey, in der Schweiz und in Österreich liegt die Quote bei 0,35 bzw. 0,1 Prozent.
Organisiert wird der Eishockeysport auf nationaler Ebene vom schwedischen Eishockeyverband Svenska Ishockeyförbundet. In der aktuellen IIHF-Weltrangliste liegt das schwedische Herrenteam auf Platz 2, die Damen belegen den 4. Platz.

## Geschichte
Mit der Verbreitung des in Kanada entstandenen Eishockeysports in Europa gegen Ende des 19. Jahrhunderts fanden vor allem die nordischen Länder Schweden und Finnland in diesem Spiel eine neue Nationalsportart, da unter anderem die Bedingungen in diesen Ländern für das damals noch unter freiem Himmel ausgetragenen Eishockey optimal waren. So konnte in einigen Teilen Schwedens das ganze Jahr über Eishockey gespielt werden, ein entscheidender Vorteil gegenüber den übrigen europäischen Ländern.
Um das Jahr 1920 hatte sich Eishockey als Sportart in Schweden fest etabliert. Beim Demonstrationsturnier bei den Olympischen Spielen im gleichen Jahr fand sich eine Gruppe Bandyspieler zusammen, die für Schweden den vierten Platz erreichen konnten. Schon bei den Olympischen Spielen 1928 in St. Moritz gewann die Schwedische Nationalmannschaft die Silbermedaille.

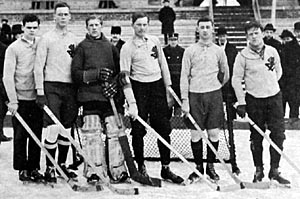
IK Göta, Erster Schwedischer Meister 1922

Seit 1922 wurde zudem auf nationaler Ebene die Schwedische Eishockeymeisterschaft ausgespielt, dies geschah bis zur Gründung der Profiliga Elitserien im Jahr 1975 in verschiedenen Wettbewerben, danach wurde der Sieger dieser Liga auch automatisch Landesmeister. Im Juni 2013 wurde die Liga in Svenska Hockeyligan umbenannt. Rekordsieger mit 16 Titeln ist die Eishockeymannschaft von Djurgårdens IF.
Insgesamt wurde Schweden bisher zweimal Olympiasieger (1994 und 2006), 10 Mal konnte die Weltmeisterschaft gewonnen werden, zuletzt 2017 in Köln.
Siehe hierzu auch den Hauptartikel: Schwedische Eishockeynationalmannschaft
Auch fanden auf schwedischen Boden schon mehrere internationale Turniere statt, hierbei sind vor allem die Eishockey-Weltmeisterschaften 1949, 1954, 1963, 1969 und 1970 in Stockholm, 1981 neben der Hauptstadt in Göteborg, 1989 zusätzlich in Södertälje, 1995 zusätzlich in Gävle sowie 2002 in verschiedenen schwedischen Städten zu nennen. Zudem wurde die Eishockey-Weltmeisterschaft der Frauen 2005 in Linköping und Norrköping ausgetragen.
Neben den Auszeichnungen der Svenska Hockeyligan wird vom schwedischen Eishockeyverband seit 1956 jährlich der Guldpucken für den besten schwedischen Eishockeyspieler verliehen, hinzu kommen seit 1993 die Auszeichnungen zum Trainer des Jahres und seit 2004 zur besten Eishockeyspielerin Schwedens. Eine Besonderheit stellt der Viking Award dar, der ausschließlich an schwedische Spieler in der nordamerikanischen Profiliga NHL verliehen wird.

## Organisation

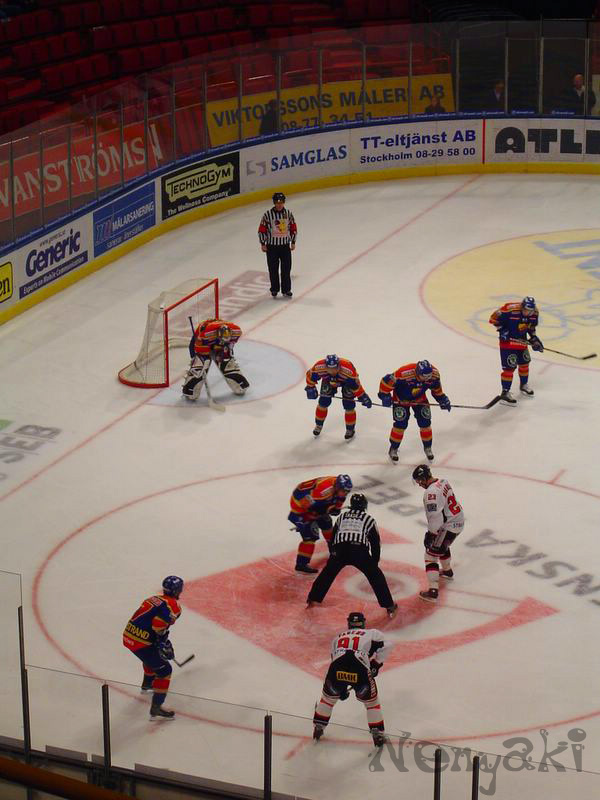
Ligapartie zwischen Djurgårdens IF und den Malmö Redhawks

Bis 1922 war Eishockey Part des schwedischen Fußballverbandes, die Mitgliedschaft in der IIHF, der Schweden seit 1920 angehörte, ging mit der Gründung des Svenska Ishockeyförbundet 1922 an den neuen Verband über.
Der Dachverband Svenska Ishockeyförbundet organisiert heute neben den beiden Profiligen Svenska Hockeyligan (SHL) und HockeyAllsvenskan auch zahlreiche tiefklassigere Ligen, in denen insgesamt über 650  Vereine organisiert sind.

## Schwedische Spieler in Nordamerika
Aufgrund der hohen Qualität und des durch die breite Basis perfekt organisierten skandinavischen Eishockeys wurde auch die National Hockey League schnell aufmerksam auf die schwedischen und finnischen Starspieler, die seit den 1980er Jahren verstärkt von Teams aus der besten Profiliga der Welt verpflichtet wurden. Zu den in Nordamerika erfolgreichen Schweden gehören u. a.:
- Daniel Alfredsson – aktueller Spieler der Detroit Red Wings
- Per Johan Axelsson – 851 NHL-Einsätze für die Boston Bruins
- Ulf Dahlén – 1.051 NHL-Einsätze, u. a. für die New York Rangers, die Minnesota North Stars und die San Jose Sharks
- Nils Ekman – 292 NHL-Einsätze für die Pittsburgh Penguins, San Jose Sharks und Tampa Bay Lightning

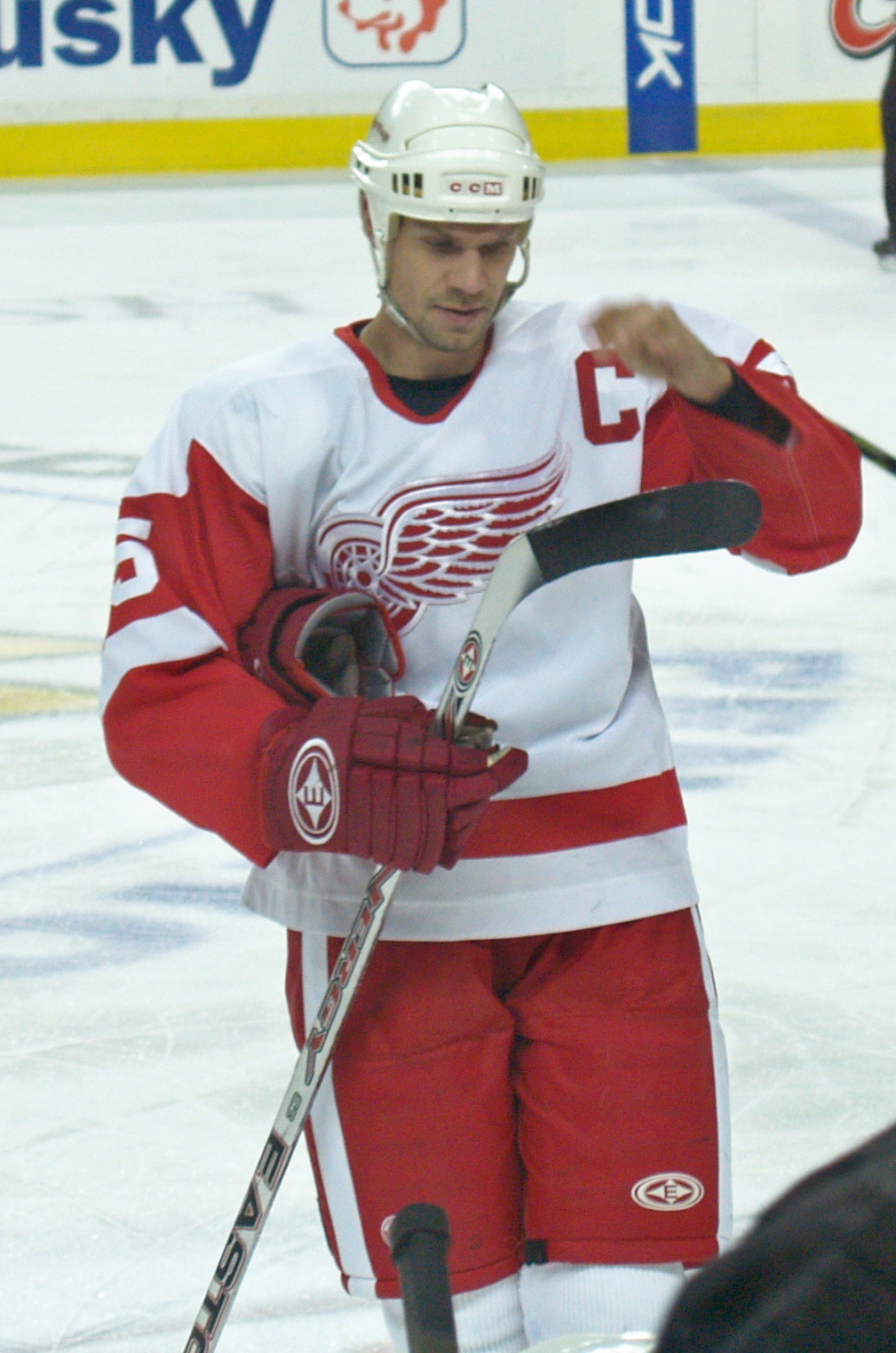
Nicklas Lidström

- Peter Forsberg – 859 NHL-Einsätze, u. a. für die Colorado Avalanche; Gewinner der Hart Memorial Trophy, der Art Ross Trophy (2003) und der Calder Memorial Trophy (1995)
- Johan Franzén – aktueller Spieler der Detroit Red Wings
- Johan Garpenlöv – 653 NHL-Einsätze, u. a. für die San Jose Sharks und die Florida Panthers
- Bengt-Åke Gustafsson – 647 NHL-Einsätze für die Edmonton Oilers und die Washington Capitals
- Johan Hedberg – aktueller Torhüter der New Jersey Devils
- Tomas Holmström – aktueller Spieler der Detroit Red Wings
- Kenny Jönsson – 705 NHL-Einsätze für die Toronto Maple Leafs und die New York Islanders
- Anders Kallur – 450 NHL-Einsätze für New York Islanders
- Niklas Kronwall – aktueller Spieler der Detroit Red Wings
- Nicklas Lidström – ehemaliger Spieler der Detroit Red Wings; Gewinner der James Norris Memorial Trophy (2001–2003, 2006) und der Conn Smythe Trophy (2002); Stanley Cup mit den Red Wings 1997, 1998 und 2002
- Andreas Lilja – aktueller Spieler der Anaheim Ducks
- Per-Eric Lindbergh – 180 NHL-Einsätze für die Philadelphia Flyers; Vezina Trophy 1985
- Henrik Lundqvist – aktueller Spieler der New York Rangers
- Fredrik Modin – 955 NHL-Einsätze, u. a. für die Columbus Blue Jackets und Tampa Bay Lightning; Stanley-Cup-Gewinner mit Tampa Bay Lightning 2004
- Douglas Murray – aktueller Spieler der Calgary Flames
- Markus Näslund – 1.169 NHL-Einsätze, u. a. für die Vancouver Canucks; Lester B. Pearson Award 2003
- Mats Näslund – 753 NHL-Einsätze für die Montréal Canadiens und die Boston Bruins; Lady Byng Memorial Trophy 1988, Stanley-Cup-Gewinn 1986 mit den Canadiens, Hockey Hall of Fame seit 2005
- Mattias Norström – 959 NHL-Einsätze, u. a. für die Los Angeles Kings und Dallas Stars
- Michael Nylander – 967 NHL-Einsätze, u. a. für die Chicago Blackhawks und New York Rangers
- Samuel Påhlsson – aktueller Spieler der Columbus Blue Jackets
- Mikael Renberg – 728 NHL-Einsätze, u. a. für die Philadelphia Flyers und die Toronto Maple Leafs
- Börje Salming – 1.229 NHL-Einsätze für die Toronto Maple Leafs und die Detroit Red Wings
- Tommy Salo – 548 NHL-Einsätze für die New York Islanders und die Edmonton Oilers
- Mikael Samuelsson – aktueller Spieler der Detroit Red Wings
- Daniel Sedin – aktueller Spieler der Vancouver Canucks
- Henrik Sedin – aktueller Spieler der Vancouver Canucks
- Alexander Steen – aktueller Spieler der St. Louis Blues
- Mats Sundin – 1.437 NHL-Einsätze, u. a. für die Toronto Maple Leafs
- Henrik Tallinder – aktueller Spieler der New Jersey Devils
- Dick Tärnström – 275 NHL-Einsätze für die New York Islanders, die Pittsburgh Penguins und die Edmonton Oilers
- Mikael Tellqvist – 113 NHL-Einsätze, u. a. für die Toronto Maple Leafs und Phoenix Coyotes
- Henrik Zetterberg – aktueller Spieler der Detroit Red Wings
- Kent Nilsson – 553 NHL-Einsätze u. a. für Calgary Flames, Edmonton Oilers, Minnesota North Stars